# Famille de Saint-Marceaux
La famille de Paul de Saint-Marceaux ou de Saint-Marceaux est une famille française.

## Origine
Elle prend son origine au mariage de Charles François Depaul et de Marie-Anne Nicole Leseur de Baine. Le 18 avril 1786 à Reims, leur fils Henri Depaul, né le 23 janvier 1757, commissaire des guerres, gouverneur des pages de l'écurie du comte d'Artois, épouse Amélie Elisabeth Desplasses de Saulcy. Leur fils est déclaré sous le nom d'Augustin Louis Guillaume de Paul de Saint-Marceaux.

## Liens de filiation entre les personnalités

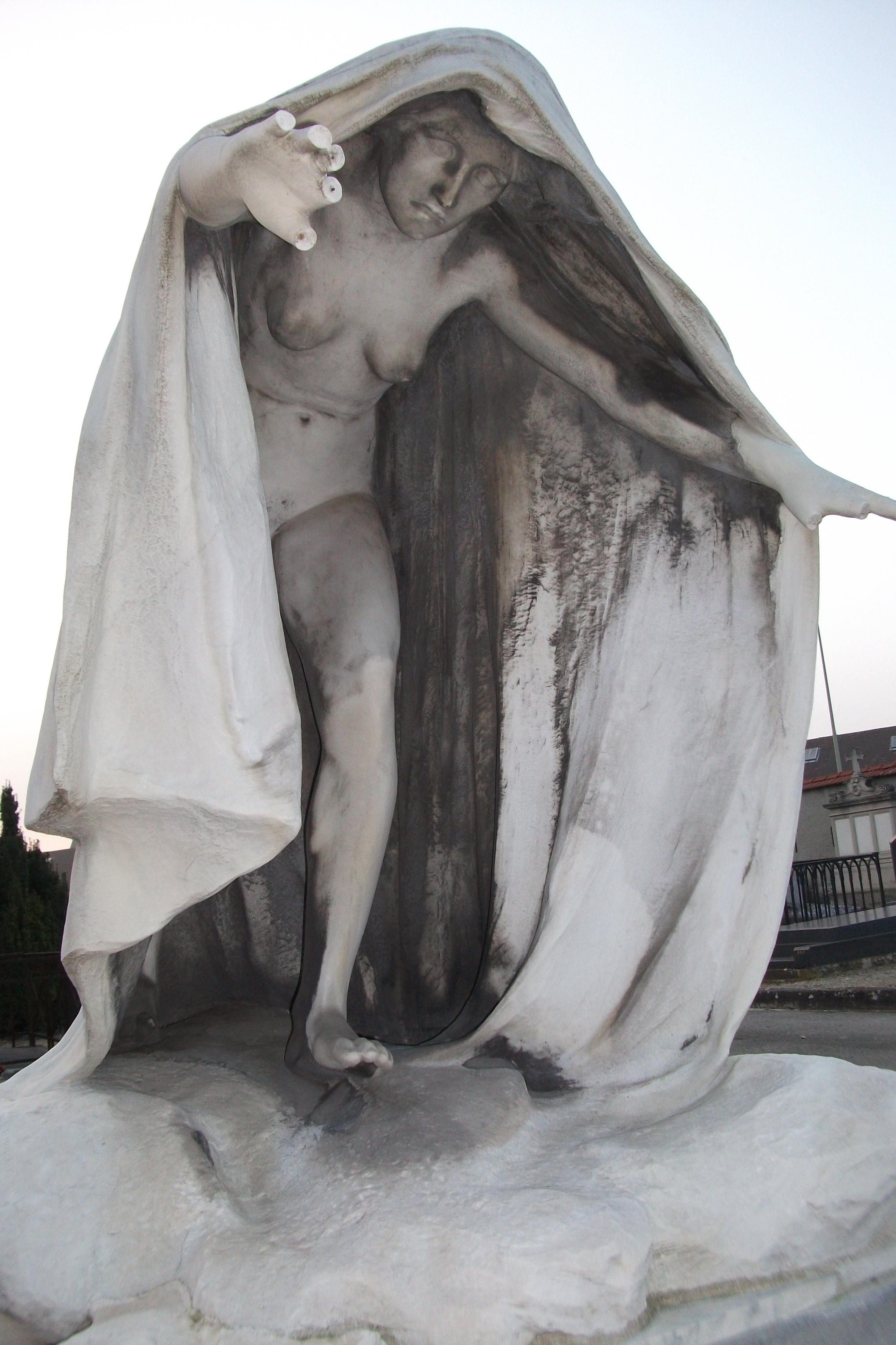
Tombe de la famille de Saint-Marceaux au cimetière du Nord de Reims.

La lecture des actes d'état civil permet d'établir les liens de filiation suivant entre les personnalités :
- Augustin de Saint-Marceaux (1790-1870), fondateur d'une maison de champagne, conseiller général, maire de Reims. Le 3 août 1810 à Reims, il épouse Charlotte Félicité de Moÿ de Sons.
  - Jean Alexandre de Saint-Marceaux (22 février 1819 à Reims - 1908 à Paris), négociant en vins. Le 11 octobre 1841 à Reims, il épouse Émelie Isabelle Morizet.
    - René de Saint-Marceaux (1845-1915), sculpteur. Le 15 juin 1892 à Paris, il épouse Lucie Frédérica Marguerite Meg Jourdain (1850-1930), connue sous le nom de Marguerite de Saint-Marceaux, salonnière, veuve du peintre Eugène Baugnies (1841-1891).
      - Jacques Frédéric Guillaume Baugnies (21 octobre 1874 à Paris 8e - 28 mai 1925 à Paris 17e)[1], artiste peintre. Le 23 novembre 1901 à Paris 16e, il épouse Anne Joséphine Marie Andrée Mathilde Yvonne de Montagnac.
        - Jean-Claude Marie Georges Baugnies à la naissance, puis Jean-Claude Marie Georges Baugnies de Paul de Saint-Marceaux, après son adoption par Charles René de Saint-Marceaux par jugement de février 1913 transcrit le 8 juin 1913[2], dit Jean-Claude de Saint-Marceaux (1902-1979), sculpteur, maire de La Ciotat.

      - Jean Bernard Eugène Baugnies (1878-1935) à la naissance, puis Jean Bernard Eugène Baugnies Baugnies de Paul de Saint-Marceaux, après son adoption par Charles René de Saint-Marceaux par jugement rendu le 4 février 1913 par la cour d'appel de Paris et transcrit le 11 juin 1913[3], capitaine de cavalerie. Son nom de famille dans l'acte de décès est Baugnies de Paul de Saint-Marceaux[4]. Le 6 juillet 1912 à Paris 8e, il épouse Marie Sophie Ermelinde Irène de Gironde.
        - Gaston Baugnies de Saint-Marceaux (1914-1986), général d’aviation, membre de l'escadrille Normandie-Niemen.